# 브라이언 프리엘

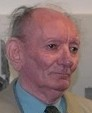

브라이언 프리엘(Brian Friel, 1929년 1월 9일 ~)은 아일랜드의 극작가다. 20세기 후반 가장 위대한 영어권 극작가로 평가받고 있다. 인간 욕망의 한 형태로서 가족 간의 유대, 의사소통, 신화 만들기, 그리고 서사와 역사, 국적 사이에서 마구 뒤얽힌 개인과 개인, 개인과 집단 간의 관계에 대한 집중적인 탐구를 통해 아일랜드의 사회적이고 정치적인 삶에 천착했다.
학교 선생을 하다가 1960년부터 극작에 전념하였다. 첫 작품은 아일랜드의 성자를 다룬 <안에 있는 적>(1960)이지만 그의 대표작은 <필라델피아, 내가 여기 왔노라>(1964)이다. 미국으로 이민을 갈 한 젊은이의 내적 감정을 관객에게만 보이는 제2의 인물을 통해 표현해 주고 있는데 이러한 수법은 대화, 특히 내면의 자아와의 대화가 불가능하다는 주제를 살려 주고 있다. 그 밖의 작품으로는 70세의 불굴의 여인을 다룬 <카스 맥과이어의 사랑>(1966)과 사랑을 파르스적(的)으로 그린 두 개의 단막극으로 된 <연인들>(1967)이 있다.
일상에 내재된 삶의 의미와 인간 정서를 탐색해 간다는 점에서 프리엘은 흔히 ‘아일랜드의 체호프’ 또는 ‘에메랄드 체호프(Emerald Chekhov)’로 불리기도 한다. 2006년 아일랜드 예술원 최고 영예회원(Saoi) 직에 선출되었으며 2011년 ‘2010 도네갈의 인물’로 선정되었다. 2015년부터 매년 루나사 국제 프리엘 페스티벌이 개최되고 있다. 이렇듯 브라이언 프리엘은 문학가로서 최고 영예를 누리다 2015년 8월에 영면에 들었다. 그의 희곡들은 현재 아일랜드와 영국뿐만 아니라 뉴욕 브로드웨이는 물론 전 세계적으로 활발히 무대에 오르고 있다.